# Salvatore Rocca Rossetti
Salvatore Rocca Rossetti (Napoli, 10 aprile 1927 – Torino, 19 dicembre 2018) è stato un chirurgo italiano, professore emerito di clinica urologica dell'università di Torino.
Fra i maggiori urologi italiani, ha tra l'altro scritto il primo atlante fotografico endoscopico dell'urologia italiana.

## Biografia
Allievo dei professori Vincenzo Virno, Pietro Valdoni e Luciano Provenzale, nel 1950 si laurea in Medicina e Chirurgia all'Università di Roma La Sapienza con il massimo dei voti, vincendo il premio Girolami.
È stato quindi professore incaricato di urologia e direttore della Clinica Chirurgica della Facoltà di Medicina e Chirurgia dell'Università di Cagliari tra il 1960 e il 1972, dunque professore straordinario di urologia e direttore della Clinica Urologica della medesima facoltà dal 1971 al 1972. Ha poi diretto la Clinica Urologica dell'Università di Trieste tra il 1975 e il 1983. Dopo un lungo soggiorno di studio e di ricerca medica in Inghilterra, si stabilì all'Università di Torino, dove fu il promotore e primo direttore della divisione universitaria di urologia a partire dal 1989, quindi direttore, fino al 2002 (anno del pensionamento), della Clinica urologica universitaria e dell'annessa Scuola di specializzazione in urologia dell'università di Torino, di cui fu nominato professore emerito nel 2003. A Torino, creò una scuola di urologia rinomata a livello internazionale.

## Alcune pubblicazioni
- Urologia Endoscopica. Atlante fotografico, Società Editrice Universo, Roma, 1970.[7]
- Managing Segmental Renal Diseases, Springer International Publishing, Basel (CH), 2017. ISBN 9783319497204